# 大網白里市営サッカー場
大網白里市営サッカー場（おおあみしらさとしえいサッカーじょう）は、千葉県大網白里市にある、同市が運営するサッカー場。

## 概要
天皇杯の千葉県予選などの公式戦が開催されている。また、少年サッカーでは2面の使用が可能である。

## 設備
スタンドは芝生席のメインスタンドだけであるが、段状になっていて角度があり、フィールドとの距離も近いため、試合は見やすい。
- 収容人数　200人（全席芝生席）

## 交通
- JR外房線・東金線大網駅より小湊鉄道バス季美の森行きで季美の森下車徒歩1分

## その他
メインスタンドのすぐ後方に少年野球などに使用される季美の森多目的広場が隣接して設置されている。